# Alfred Pringsheim
Alfred Israel Pringsheim (Oława, 2 de setembro de 1850 — Zurique, 25 de julho de 1941) foi um matemático alemão de confissão judaica. Foi o pai de Katharina Mann, a mulher de Thomas Mann. O pai de Alfred Pringsheim, Rudolf Pringsheim (1821 - 1901), fez fortuna na construção civil.

## Vida
Estudou em Universidade de Heidelberg. Foi um seguidor da matemática de Weierstrass. Foi professor universitário em Munique e um membro da academia de ciências da Baviera de 1898 até 1938, data em que o expulsam, o que não é de estranhar nestes anos do Nazismo.
Fez uma prova simples do teorema da integral de Cauchy. Trabalhou também em problemas da singularidade de série potenciais de coeficientes positivos.
Como professor universitário, Alfred Pringsheim detinha um salário anual entre 5 000 e 10 000 reichmark, o que juntando-se ao seu património assegurava uma afluência considerável.
Após a subida ao poder de Hitler em 1933, a situação para ele deteriorou-se. Teve de fugir para Zurique com a mulher em 1939.
Até os seus bens serem confiscados pelos Nazis, Alfred Pringsheim viveu num pequeno palácio na Rua "Arcisstrasse" em Munique. Na casa de Pringsheim reuniam-se frequentemente personalidades das camadas mais educadas e ricas de Munique.
Após ter começado a frequentar esta casa, Thomas Mann comentou numa carta ao irmão Heinrich Mann que tinha conhecido uma rapariga interessante, filha de uma família judaica. "Mas nenhum sinal de judaísmo. Naquela casa era só cultura". Um comentário que denota uma ponta de antissemitismo latente na mentalidade do jovem Thomas, o que no início do século XX era muito corrente na Alemanha.

## Investigações matemáticas
Na análise matemática, Pringsheim estudou funções reais e complexas, seguindo a abordagem de séries de potências da escola de Weierstrass. Pringsheim publicou numerosos trabalhos sobre o tema da análise complexa, com foco na teoria da soma das séries infinitas e no comportamento de contorno das funções analíticas.
Um dos teoremas de Pringsheim, de acordo com Hadamard anteriormente provado por E. Borel, afirma que uma série de potências com coeficientes positivos e raio de convergência igual a 1 tem necessariamente uma singularidade no ponto 1. Este teorema é usado em combinatória analítica e a teoria de Perron-Frobenius de operadores positivos em espaços vetoriais ordenados.
Outro teorema nomeado após Pringsheim fornece um critério de analiticidade para uma função C∞ em um intervalo limitado, com base no comportamento do raio de convergência da expansão de Taylor em torno de um ponto do intervalo. No entanto, a prova original de Pringsheim tinha uma falha (relacionada à convergência uniforme), e uma prova correta foi fornecida por Ralph P. Boas.
Pringsheim e Ivan Śleszyński , trabalhando separadamente, provaram o que agora é chamado de teorema de Śleszyński-Pringsheim na convergência de certas frações contínuas.
Além de sua pesquisa em análise, Pringsheim também escreveu artigos para o Enzyklopädie der mathematischen Wissenschaften sobre os fundamentos da aritmética e da teoria dos números. Ele publicou artigos na Mathematische Annalen. Como oficial da Bayerische Akademie der Wissenschaften, ele registrou as atas de suas reuniões científicas.

## Publicações
- Entehrt. Ausgeplündert. Arisiert: Entrechtung und Enteignung der Juden 2005
- Daniel Bernoulli – Versuch einer neuen Theorie der Wertbestimmung von Glücksfällen, 1896
- Irrationalzahlen und Konvergenz unendlicher Prozesse, Leipzig 1898
- Über Wert und angeblichen Unwert der Mathematik – Address presented at a public meeting of the royal Bavarian Academy of Sciences, Munich, on the occasion of the 145th Endowment Day on 14 March 1904
- Uber Konvergenz und Funktionentheoretischen Charakter Gewisser Limitar-Periodischer Kettenbruche, Munich 1910
- Majolica, Leiden 1910
- Über den Taylorschen Lehrsatz für Funktionen einer reellen Veränderlichen, offprint of the Royal Academy of Sciences, 1913
- Majolikasammlung Alfred Pringsheim in München, Leiden 1914
- Vorlesungen über Zahlenlehre – first volume, part 2 (I.2) Unendliche Reihen mit Reellen Gliedern, Leipzig 1916
- Über singuläre Punkte gleichmässiger Konvergenz – presented on 6 December 1919 in Munich at the Bavarian Academy of Sciences (Minutes of the Bavarian Academy of Sciences, Mathematical-Physical Division; offprint 1919)
- Grundlagen der allgemeinen Funktionenlehre
- Vorlesungen über Funktionslehre. Erste Abteilung: Grundlagen der Theorie der analytischen Funktionen einer komplexen Veränderlichen, Leipzig and Berlin 1925
- Vorlesungen über Zahlen- und Funktionenlehre, 2 vol. (Bibliotheca Mathematica Teubneriana, volumes 28,29). Leipzig, 1916–1932
- Kritisch-historische Bemerkungen zur Funktionentheorie, Reprint 1986 ISBN 3-7696-4071-3